# Hylophilus semibrunneus
Hylophilus semibrunneus е вид птица от семейство Vireonidae.

## Разпространение
Видът е разпространен във Венецуела, Еквадор и Колумбия.